# Force d'intervention unifiée
La Force d'intervention unifiée (UNITAF) est une force multilatérale de l'Organisation des Nations unies menée par les États-Unis qui est déployée du 5 décembre 1992 au 4 mai 1993 en Somalie. Initiative américaine (nom de code Operation Restore Hope, soit « Opération Restaurer l'espoir »), l'UNITAF a pour but de mettre en œuvre la résolution 794 du Conseil de sécurité des Nations unies. La mission se conclut par un échec.

## Contexte

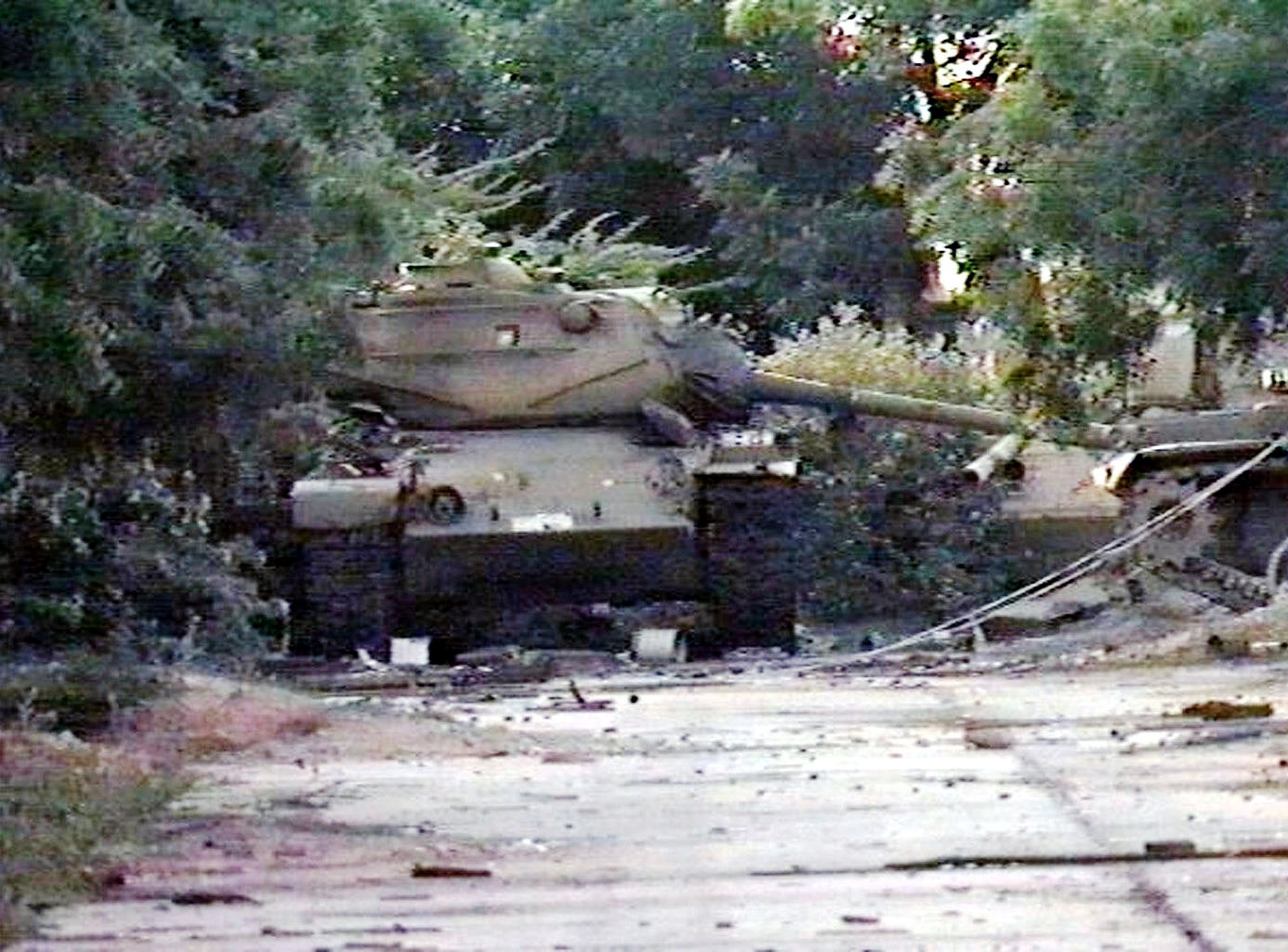
Trois chars M47 Patton de l'Armée nationale somalienne abandonnés sont mis hors de combat en décembre 1993 par les forces américaines.

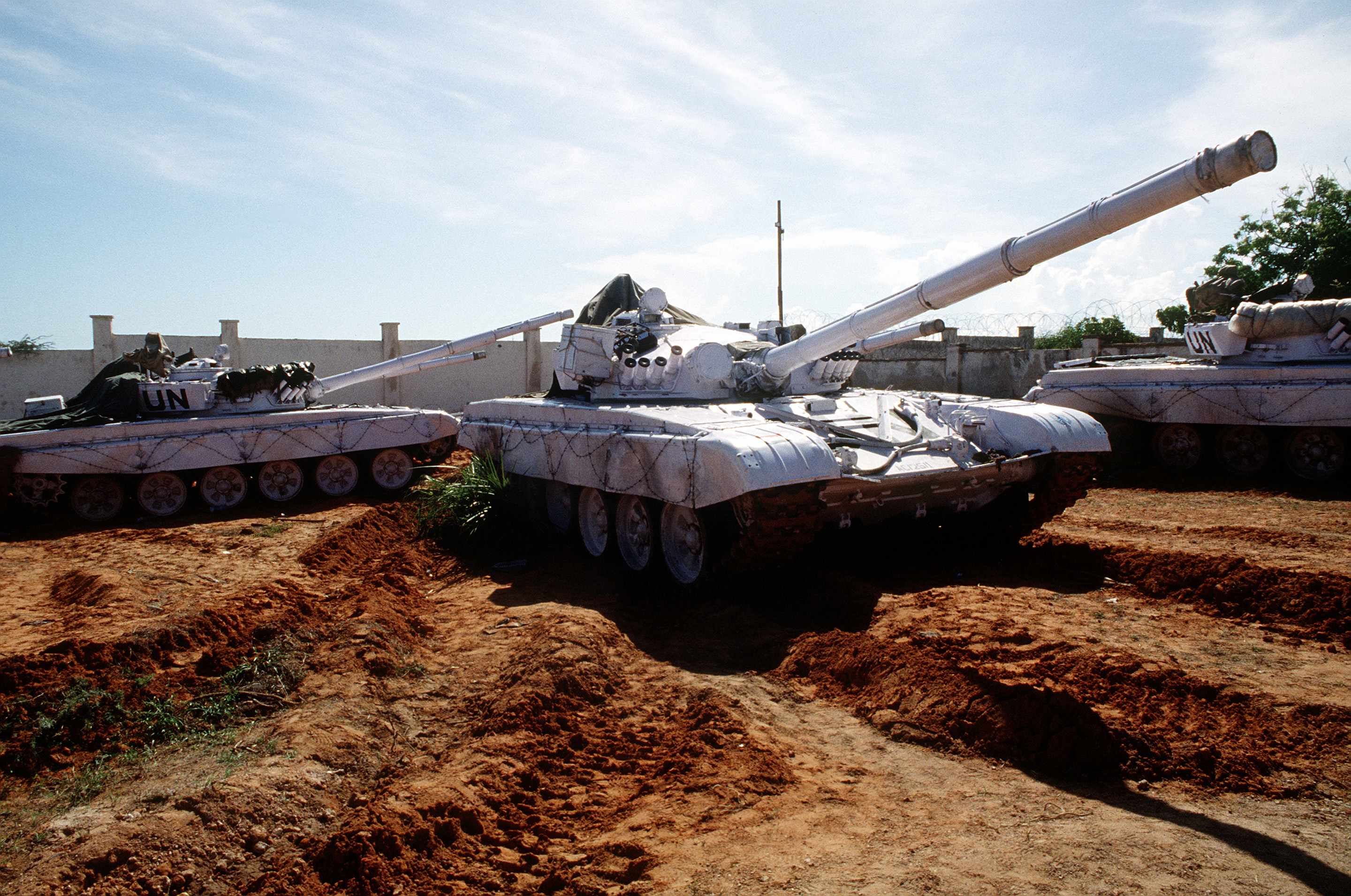
Chars T-72 de l'armée indienne à Kismayo le 29 décembre 1993.

L'opération connue officieusement sous le nom Restore hope (in Somalia) (« Restaurer l'espoir en Somalie ») débute le 3 décembre 1992 par la résolution 794 du Conseil de sécurité des Nations unies et s'achève le 4 mai 1993 ; elle s'inscrit dans une suite d'événements qui précèdent cette opération et se poursuit avec les interventions consécutives de l'ONU, de mars 1993 à mars 1995 que l'on appelle l'Onusom II.
Si l'on peut faire remonter la crise du début des années 1990 au conflit qui opposa le plus souvent indirectement la Somalie et l'Éthiopie entre 1977 et 1988, via les mouvements « rattachistes » de l'Ogaden (est de l'Éthiopie) et « indépendantistes » du Somaliland (nord-ouest de la Somalie), les événements qui conduisirent à la situation de 1992 ont leur origine précise en 1986, année des premiers grands succès du Mouvement national somalien (MNS) dans le Somaliland, et des premières grandes répressions consécutives du pouvoir central, sous l'autorité du président, le général Siad Barre. Cette année-là, la guerre civile larvée en cours depuis 1978 s'installe durablement et se radicalise, et de nouveaux mouvements, indépendantistes ou d'opposition, vont apparaître et prendre les armes.
Le premier tournant de cette guerre civile est la fin des soutiens extérieurs au pouvoir en place, en 1990. Jusque-là, Siad Barre put se maintenir avec l'aide, d'abord de l'URSS, de 1969 (année où il prit le pouvoir par un coup d'État) à 1977, puis à partir de 1978, des États-Unis. Le second tournant est la destitution puis la fuite du général Barre, le 26 janvier 1991. Son successeur, Ali Mahdi Muhammad, membre comme son prédécesseur du Parti socialiste révolutionnaire de Somalie (PSRS), ne parvint jamais, faute de moyens et de soutiens, à rétablir l'autorité du pouvoir central sur le pays, d'autant que peu après le sud du pays (les districts Jubbada et une partie du district Gedo, actuellement en sécession de fait, mais précaire, sous le nom de Jubaland), dont les autorités sont favorables au président déchu, s'arme à son tour contre la capitale Mogadiscio.
À partir de ce moment les événements s'enchaînent pour aboutir à une complète désorganisation du pays: le Somaliland proclame son indépendance en mai 1991, le nord-est prend dans le même temps une indépendance de fait (qui aboutira à une indépendance proclamée de cette zone en 1998, sous le nom de Puntland), enfin le sud se soulève sous les ordres de Mohamed Said Hersi, gendre de Siad Barre. En mai 1992, la Somalie se réduit de facto à sa capitale, Mogadiscio.
Le conflit en Somalie, parmi les plus meurtriers en Afrique à cette période, prend alors un tour encore plus dramatique, aggravé par trois facteurs: une sécheresse prolongée, la désorganisation complète des infrastructures du pays, qui ne permet pas de secourir les populations en détresse, et la volonté de plusieurs parties au conflit de bloquer les secours en direction de leurs adversaires. Car si les régions en rébellion s'opposent au pouvoir central, elles mènent aussi une lutte contre les autres régions soulevées, de nombreuses zones limitrophes étant disputées entre elles. Le résultat en est qu'aux quelque 50 000 à 60 000 victimes directes de la guerre s'ajouteront entre 300 000 et 500 000 victimes de la famine qu'elle provoquera.
C'est dans ce contexte que l'ONU décide, par la résolution 751 du 24 avril 1992, de créer une opération des Nations unies en Somalie (ONUSOM) qui se déploiera le 26 et comptera environ 960 membres dont 53 observateurs militaires et trois représentants spéciaux successifs. En août 1992 la résolution 775 décide une extension de son mandat, mais sans renforcement de ses effectifs.

## Restore Hope

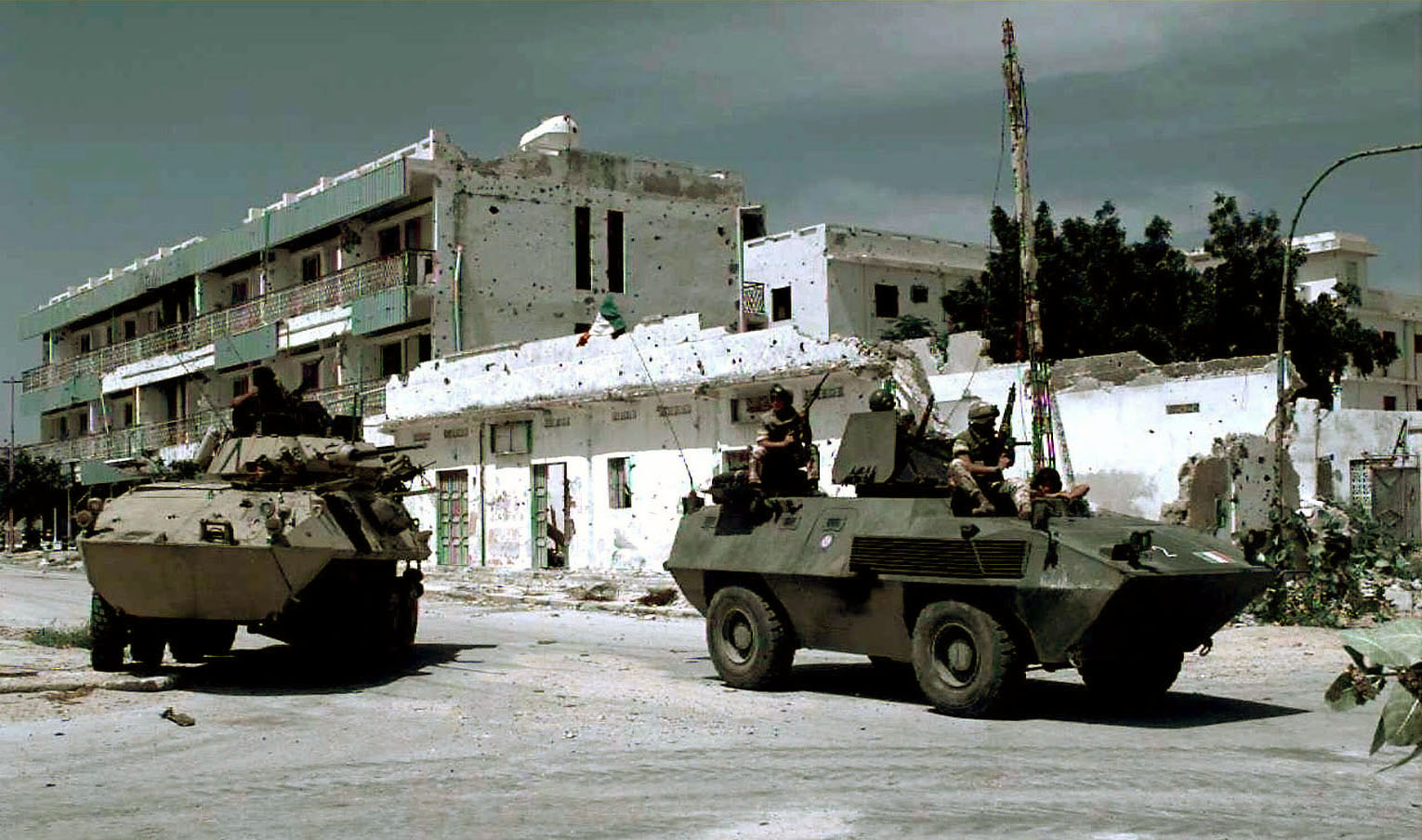
Véhicules blindés de l’USMC et de l'armée italienne à Mogadiscio le 19 janvier 1993.

L'ONUSOM ne parvenant pas à rétablir la situation ni surtout à remplir sa mission première, « faciliter la cessation immédiate et effective des hostilités et le maintien d'un cessez-le-feu dans l'ensemble du pays afin de promouvoir le processus de réconciliation et de règlement politique en Somalie et de fournir d'urgence une aide humanitaire » (résolution 751, art. 7), les États-Unis soumirent un plan à l'ONU en novembre 1992, pour une intervention renforcée sous leur autorité avec un fort contingent US.
Le Conseil de sécurité décida dans sa résolution 794 du 3 décembre 1992, la création d'une force d'intervention distincte de l'UNOSOM, sous autorité de l'ONU mais sous commandement autonome des États y participant, l'UNITAF (Force d’intervention unifiée) avec la mission d'« employer tous les moyens nécessaires pour instaurer aussitôt que possible des conditions de sécurité pour les opérations de secours humanitaire en Somalie », les autres parties de la mission restant dévolues à l'ONUSOM. L'opération Restore hope débute le 9 décembre avec le déploiement rapide sur le terrain de près de 25 000 militaires des forces armées des États-Unis et d'une forte logistique à Mogadiscio en à peine trois jours. À son plus haut, l'UNITAF comptera environ 40 000 membres, dont 30 000 membres américains.
Dans sa première phase l'opération est une réussite, tant au plan du secours aux populations qu'à celui de la reconstruction des infrastructures (plus de 2 000 km de routes refaits, construction ou réhabilitation de nombreux hôpitaux, écoles, orphelinats, etc.). En revanche, les autres missions, réconciliation et règlement politique, ne progressent pas, et la guerre civile, freinée un moment, va reprendre de plus belle après que, à l'instigation de Bill Clinton, devenu président des États-Unis en janvier 1993, l'opération Restore hope fut arrêtée en mai 1993, réduisant à moins de 2 000 le nombre des soldats de l'UNITAF sur place, cette fois sous mandat direct de l'ONU.
À la suite de la résolution 814 du 26 mars 1993, qui crée l'ONUSOM II, le Conseil de sécurité entérine cette décision de réduire le nombre de troupes sous responsabilité de l'ONU « au minimum indispensable à l'exécution de leur mandat » en fusionnant celles de la première ONUSOM et la partie restante des troupes de l'UNITAF, ce qui ramène le nombre de soldats déployés à environ 28 000. Mais c'est moins la réduction du nombre de soldats que celle des moyens déployés qui explique la rapide reprise de la guerre civile, les diverses factions ayant affaire alors à des troupes qui disposent de moyens comparables aux leurs, mais en étant bien moins nombreuses.

## Restore HopeII, ou l'échec

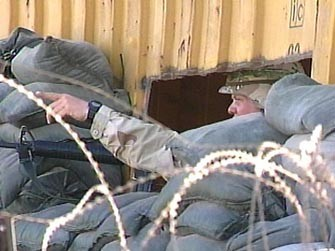
Un checkpoint américain au port de Mogadiscio, janvier 1994.

C'est en mai 1993 que la seconde phase, Continue Hope, se met définitivement en place, mais très rapidement l'ONUSOM II doit faire face à des attaques, et à un retour de la violence à Mogadiscio même, qui se solde le 5 juin 1993 par la mort de 24 soldats pakistanais lors de l'inspection d'une cache d'armes. Très rapidement, on identifie les troupes de Mohamed Farrah Aidid comme étant les auteurs de cette action, et le 12 juin les troupes des États-Unis de l'ONUSOM II, sur autorisation du Conseil de sécurité (résolution 837 du 6 juin 1993), lancent une vaste action contre ce groupe, qui se termine le 16 juin sans résultats tangibles. Trois jours après, l'amiral Howe, de l'US Navy, annonce une prime de 25 000 $ pour toute information permettant l'arrestation de Mohamed Aidid, sans suite.
Ensuite, la situation ne cesse de se dégrader : le 12 juillet 1993, outrepassant la mission confiée par l'ONU, une unité d'hélicoptères de combat détruit plusieurs immeubles, tuant de nombreux Somaliens; en réponse, une foule bat à mort quatre journalistes venus observer l'attaque. Dans les jours qui suivent, des attaques répétées visent les forces de l'ONUSOM II, principalement des Américains, quatre d'entre eux sont tués et plusieurs gravement blessés.
À partir du 8 août 1993 les États-Unis redéploient des troupes de rangers hors commandement de l'ONU, afin de pouvoir lancer des attaques lourdes contre les factions somaliennes, au-delà des limites du mandat de l'ONUSOM II. Cette nouvelle phase, menée sous le nom de code Operation Gothic Serpent, et visant toujours à capturer ou éliminer Mohamed Aidid, culmine avec la « bataille de Mogadiscio », les 3 et 4 octobre 1993, se soldant par la mort de 19 soldats (18 rangers et membres de la Delta Force et 1 Malaisien) et de plusieurs centaines de Somaliens (combattants et civils), et avec 82 blessés graves parmi les soldats (73 rangers, 7 Malaisiens, 2 Pakistanais), plus de 3 000 parmi les Somaliens. Bataille qui encore une fois ne parvint pas à son objectif principal.
Les mois suivants, la situation se dégrade encore, bien que l'ONUSOM II ait vu la durée de sa mission, initialement prévue jusqu'au 31 octobre 1993, prolongée d'abord au 18 novembre 1993 (résolution 878 du 29 octobre 1993), puis au 31 mai 1994 (résolution 886 du 18 novembre 1993). Cette mission fut encore prolongée plusieurs fois (résolutions 897, 923, 946, 953 et enfin 954, en 1994); la dernière résolution, dans son article 1, « décide de proroger le mandat d'ONUSOM II pour une dernière période allant jusqu'au 31 mars 1995 ». Mais les pays fournisseurs des principaux contingents, au premier chef les États-Unis, constatant leur incapacité à « restaurer l'espoir », et encore moins la paix, avaient commencé à retirer leurs troupes et à limiter leurs actions et la mission, bien avant cette échéance. Les casques bleus ont perdu 140 hommes, les États-Unis plusieurs dizaines.

## Évolution ultérieure de la situation
La résolution 954 du 4 novembre 1994 se terminait sur la formule concluant la majeure partie des résolutions précédentes, (le Conseil de sécurité) « décide de rester activement saisi de la question ». Or, il se passera presque sept ans avant que, par sa Résolution 1356 du 19 juin 2001, il se penche de nouveau sur le sujet et (dernier article), « décide de rester saisi de la question », puis encore un an et la résolution 1407 du 3 mai 2002 décide de

« constituer, dans un délai d’un mois à compter de l’adoption de la présente résolution, en préparation de la création d’un groupe d’experts, une équipe d’experts composée de deux membres pour une période de 30 jours, chargée de présenter au Comité un plan d’action énonçant en détail les ressources et compétences dont le Groupe d’experts aura besoin pour produire des informations indépendantes sur les violations et pour améliorer l’application de l’embargo sur les armes et les équipements militaires »

Deux mois et demi plus tard, la résolution 1425 du 22 juillet 2002 décide

« de constituer, dans un délai d’un mois à compter de l’adoption de la présente résolution […], un groupe d’experts composé de trois membres qui sera installé à Nairobi pour une période de six mois, [et] sera chargé de produire des informations indépendantes sur les violations de l’embargo sur les armes à titre de progrès dans l’application et le renforcement de l’embargo »

Mais entretemps la guerre civile a continué, le gouvernement officiel et ce qu'il restait du Parlement étaient en exil en Tanzanie ou au Kenya, les rébellions du nord (Somaliland, Puntland) et du sud  (Jubbada) avaient consolidé leurs positions et leur sécession se consolidait. En 2006, et malgré les «groupes d'experts» onusiens, la situation reste assez similaire à celle qui s'instaura environ un an après la fin de l'ONUSOM II, avec une Somalie « officielle » réduite à Mogadiscio et sa province, une partition de fait qui semble, pour le nord, difficilement réversible, et des combats récurrents entre provinces sécessionnistes pour les zones contestées.